# Бутаков, Иван Николаевич
 Ива́н Никола́евич Бутаков 1-й (1776—1865) — российский военно-морской деятель, один из представителей дворянского рода Бутаковых, участник русско-шведской войны 1788—1790 годов и войн с Турцией 1806—1812 и 1828—1829 годов, вице-адмирал, основатель морской династии Бутаковых, четыре из пяти его сыновей дослужились до адмиральского чина.

## Биография
Иван Николаевич Бутаков родился 24 июня 1776 года в дворянской семье корнета Казанского кирасирского полка Николая Дмитриевича Бутакова (1736—1806) и его супруги Авдотьи Николаевны Саблиной в родовом имении близ деревни Пчёлкино Костромского уезда, Костромской губернии. В семье было четыре дочери (Елена, Любовь, Серафима, Анна) и три сына Григорий, Иван и Александр, которые стали морскими офицерами. Иван был средним среди братьев.

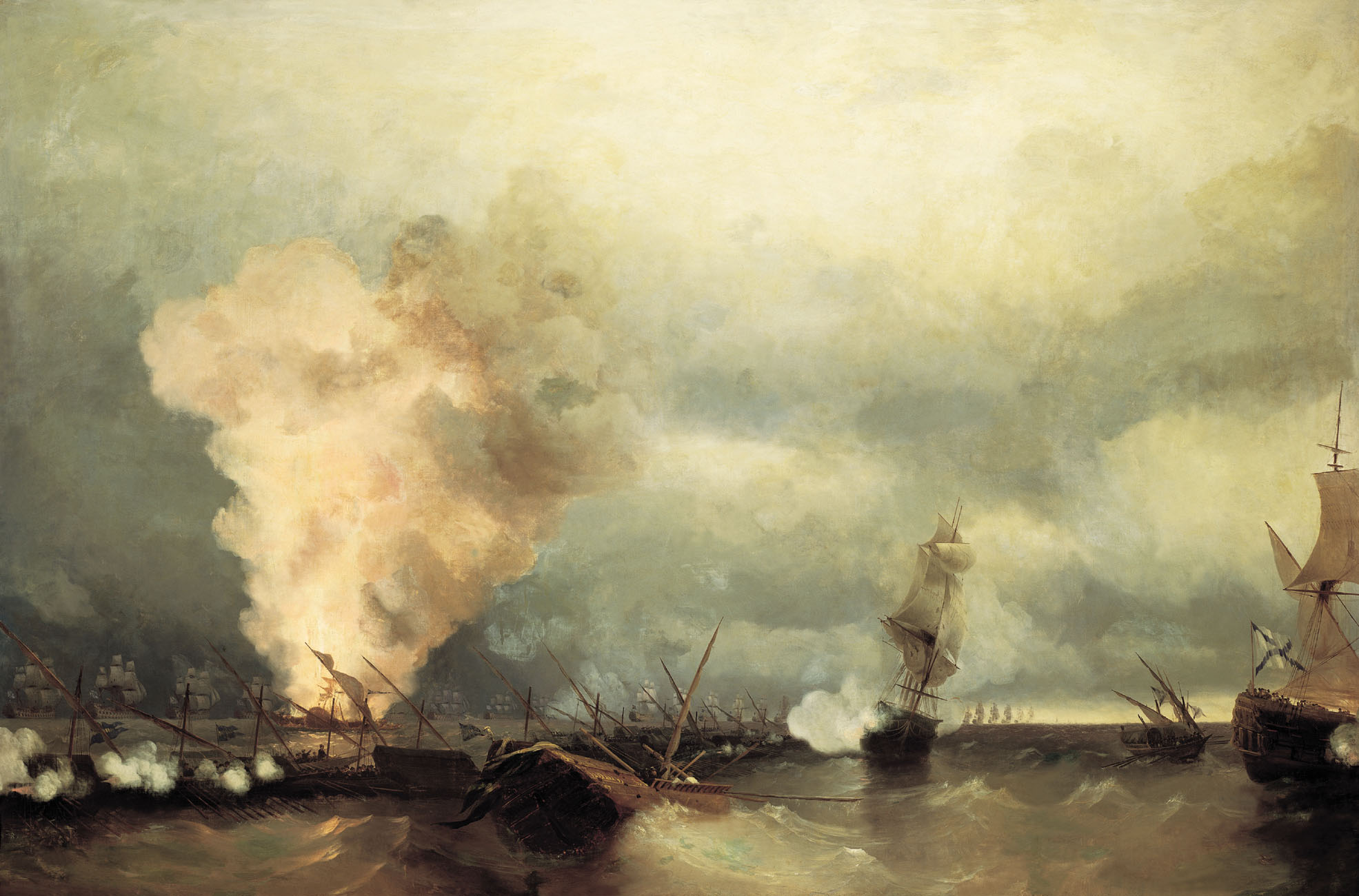
И. К. Айвазовский. Морское сражение при Выборге. 1846

8 мая 1785 года, по предложению родного дяди морского офицера А. Н. Саблина, Иван вместе со старшим братом Григорием поступил кадетом в Морской корпус. 4 января 1790 года был произведён в гардемарины. 23 мая 1790 года на 74-пушечном линейном корабле «Всеслав» участвовал в Красногорском морском сражении в ходе русско-шведской войны 1788—1790 годов и затем 22 июня того же года — в Выборгском морском сражении при прорыве из Выборга шведского флота. В 1791 году находился на кронштадтском рейде в компании.
1 мая 1792 года был произведён в мичманы. На транспорте «Соловки» участвовал в переходе из Кронштадта в Архангельск, где продолжил службу до 1794 года в Архангельском порту, а затем вернулся в Кронштадт на фрегате «Рафаил». В 1795—1797 годах служил вместе с братьями на линейном корабле «Европа», находился в плавании у берегов Англии и участвовал в крейсировании в Немецком море. Корабль участвовал в походе русской эскадры, осуществлении блокады голландского побережья и высадке десанта на остров Тексель. 24 января 1797 года был произведён в лейтенанты флота. В 1798 году был командирован в Казань для доставки оттуда провианта в Петербург. В 1799 году находился в плавании у прусских берегов, в 1800 году участвовал в проводке корабля «Благодать» из Петербурга в Кронштадт. В 1801—1804 годах продолжил службу на кораблях Балтийского флота, ежегодно находился в плавании из Кронштадта в Либаву, Любек и Росток. В 1804 году командовал транспортом «Шарлотта», на котором плавал из Кронштадта в Ригу.
В 1805 году на транспорте «Кильдюин», переоборудованном во фрегат, под командованием капитан-лейтенанта Е. Ф. Развозова, сделал переход вместе с эскадрой контр-адмирала Д. Н. Сенявина из Кронштадта в Средиземное море на Корфу, для защиты Ионической республики от наполеоновских войск. В 1806 году Бутаков был назначен командиром брига «Летун», плавал от Корфу в Бокко-ди-Катарро и к Рагузе. 9 февраля 1806 года «Летун» отличился в сражении с французским корсарским судном, отбив у пирата ранее захваченное им русское судно. Затем экипаж «Летуна» под командованием Бутакова участвовал в боях при острове Корфу, при взятии Рагузы, в сражениях при защите острова Браццо и при взятии у французов крепости Курцало, а также при высадке десанта, взявшего крепость Алмисса. В 1807 году на захваченном в плен турецком корабле «Сед-Эль-Бахр» Бутаков перешёл из Корфу в Триест, где до 1810 года продолжил службу. Берегом возвратился в Россию, 1 марта 1810 года был произведён в капитан-лейтенанты, а 26 ноября 1810 года за 18 морских компаний награждён орденом Святого Георгия IV класса.
С 1811 года проходил службу при петербургском и кронштадтском портах. В 1812—1814 годах, будучи командиром 32-пушечного фрегата «Полукс», участвовал в Отечественной войне 1812 года и войне с Францией 1813—1814 годов. Осенью 1812 года крейсировал в Балтийском море, в 1813 году перешёл в Англию, где присоединился к русской эскадре, блокирующей (совместно с английским флотом) порты Франции. В 1815 году Бутаков был направлен для прохождения службы в Ригу. С 1816 года командовал гальотом № 5 и «лёгкой» эскадрой, в 1817—1818 годах — гемамом «Торнео», на котором занимал брандвахтенный пост на ревельском рейде. 26 июля 1818 года был произведён в капитаны 2-го ранга.
С 1819 по 1822 год командовал четырьмя ротами 21-го флотского экипажа в Риге. В 1823 году переведён в Ревель в 18-й флотский экипаж. 30 августа 1824 года был произведён в капитаны 1-го ранга. 5 июня 1827 года был назначен командиром линейного корабля «Царь Константин». Участвовал в войне с Турцией 1828—1829 годов. В 1828 году в составе эскадры контр-адмирала П. И. Рикорда, совершил переход в Средиземное море. В 1829 году участвовал в боях у Наварина и острова Крит. 28 января 1829 года в результате боя взял в плен египетский 26-пушечный корвет «Львица» и турецкий 14-пушечный бриг «Кандия», за что был награждён орденом Святого Владимира 3-й степени, а 7 августа — пожалован в контр-адмиралы. Принимал участие в блокаде Дарданелл, вплоть до заключения Адрианопольского мирного договора. В 1830 году был награждён серебряной медалью «За турецкую войну» на георгиевской ленте.
В 1831 году был переведён в город Николаев и проходил службу в составе Черноморского флота. Был назначен командиром всех дунайских портов, а в 1837 году — начальником третьей бригады 5-й флотской дивизии Черноморского флота. Служил под командованием адмирала М. П. Лазарева. В 1838 году был определён состоять по флоту. 30 августа 1848 года И. Н. Бутаков вышел в отставку с производством в чин вице-адмирала, правом ношения мундира и пенсионом в размере полного оклада жалованья.
Умер в 1865 году. Похоронен в г. Николаеве в городском некрополе.

## Награды
- орден Святого Георгия IV степени за 18 морских кампаний (1810)[3];
- орден Святого Владимира III степени (1829)[3];
- знак отличия беспорочной службы за XXXV лет (1831)[9]
- серебряная медаль на георгиевской ленте «За турецкую войну» (1830)[3].

## Семья

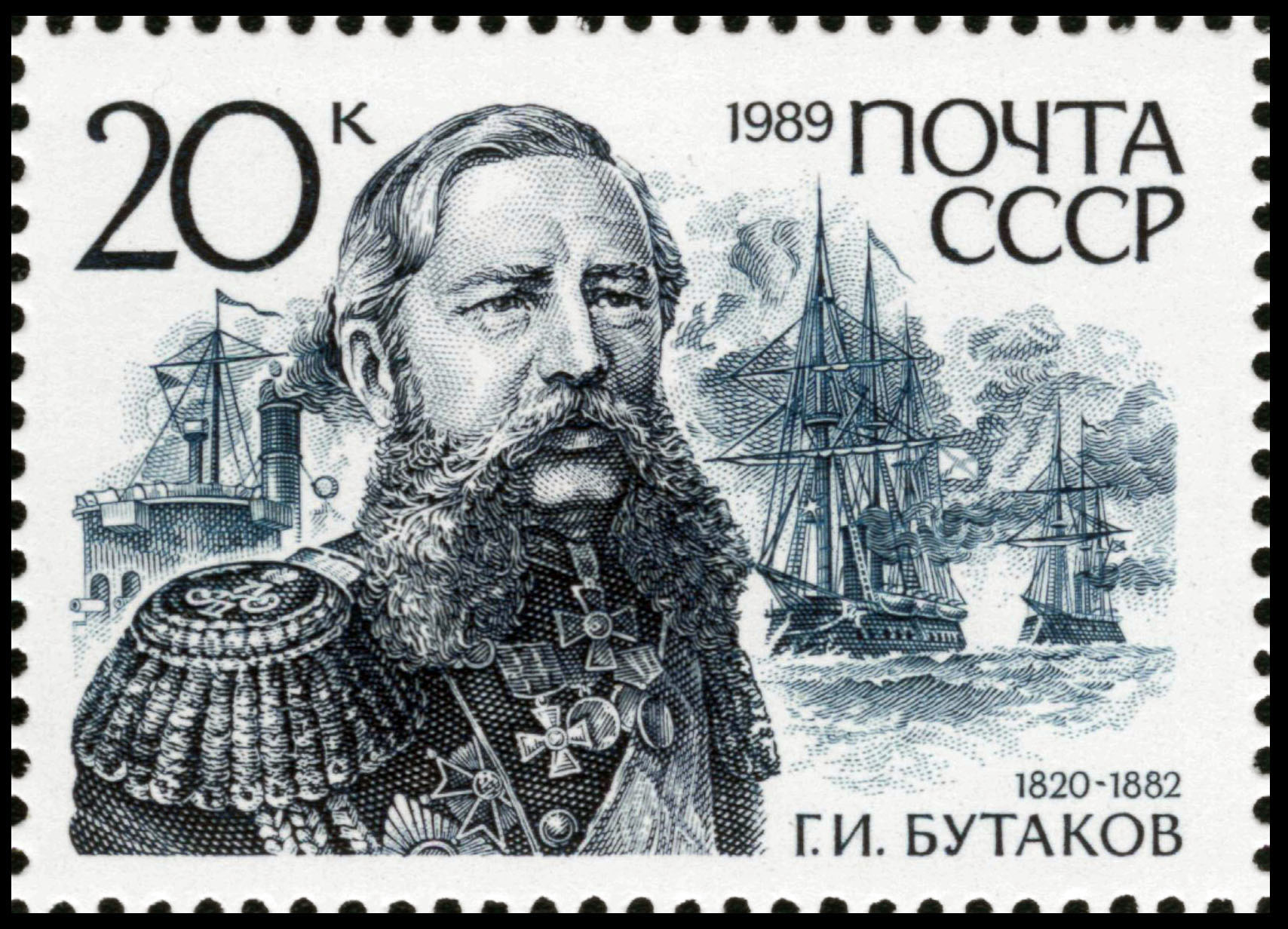
Почтовая марка СССР из серии «Адмиралы России», посвящённая Г. И. Бутакову (сын И. Н. Бутакова)

Иван Николаевич Бутаков женился в 1815 году на дочери полковника артиллерии Каролине Карловне Кристиансон (1792—1876, урождённая Беата Каролина вон Кристиансон). В их семье было десять детей — пять сыновей и пять дочерей. Все сыновья стали морскими офицерами. Четыре сына дослужились до адмиральского чина:
- Алексей (1816—1869) достиг чина контр-адмирала, кругосветный путешественник, учёный и один из первых исследователей Аральского моря[10];
- Иван (1822—1882) — стал вице-адмиралом, кругосветный путешественник, его именем названы мыс и остров в Японском море[11];
- Григорий (1820—1882) — дослужился до полного адмирала, флотоводец, генерал-адъютант, основоположник тактики парового броненосного флота, исследователь Чёрного моря[12][13];
- Дмитрий (1827—1855) — участник обороны Севастополя, погиб при защите Севастополя в чине лейтенанта.
- Владимир (1830—1894) — участник обороны Севастополя, контр-адмирал.

Две из пяти дочерей Ивана Николаевича были замужем за морскими офицерами.

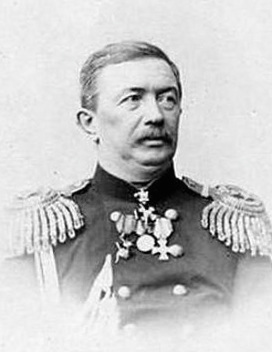
Фото А. И. Бутакова, 1865 г.
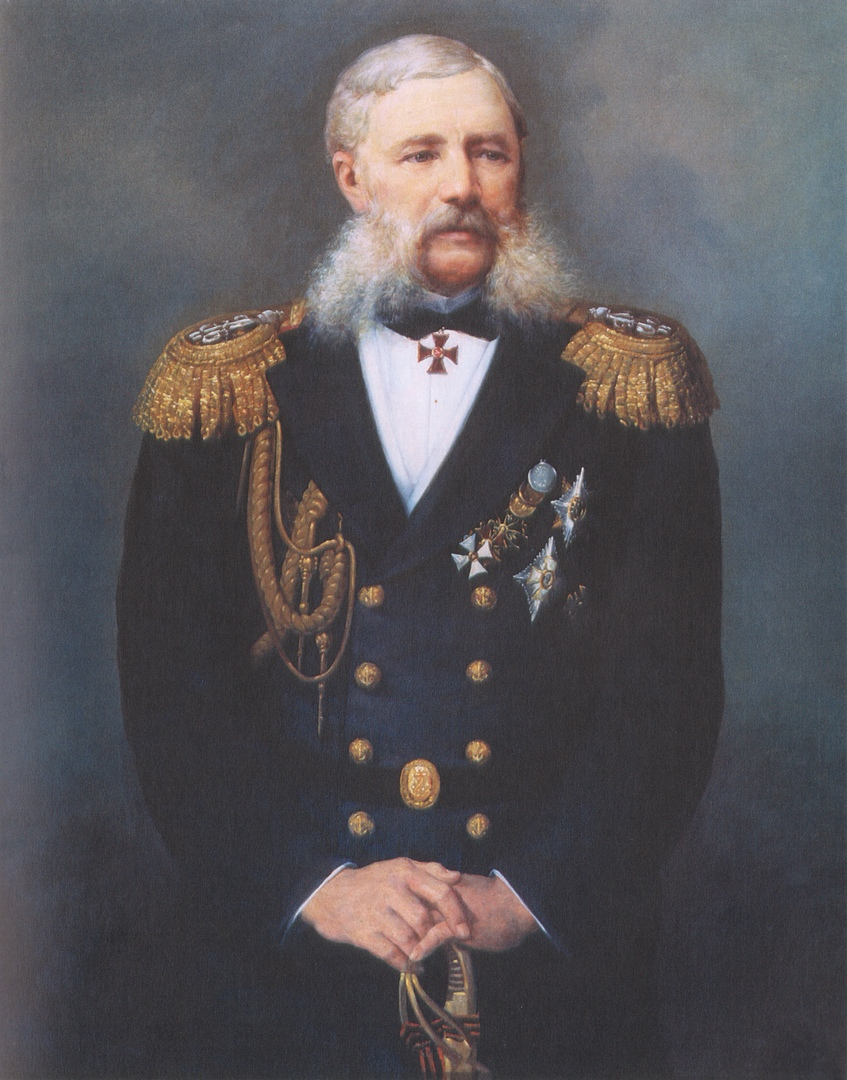
Портрет Г. И. Бутакова работы Я. Ф. Гревизирского, 1871-1874 гг.
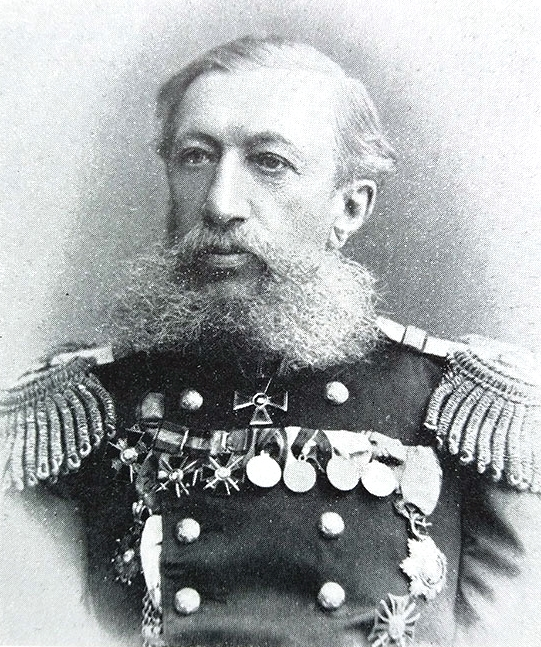
Фото В. И. Бутакова, до 1894 г.